# Fernando Monárrez
Fernando Monarrez Ochoa (Sinaloa, México, 22 de julio de 1999) es un futbolista mexicano que se desempeña en la demarcación de mediocampista en el Club Puebla de la Primera División de México.

## Trayectoria

### Inicios y Formación
Monárrez comenzó su formación futbolística en 2014 con Chiapas Fútbol Club, dentro de sus categorías Sub-15. Su talento y compromiso lo llevaron a fichar por uno de los clubes más importantes en el desarrollo de jóvenes en México: el Club Deportivo Guadalajara. Con el equipo rojiblanco se mantuvo varios años en sus fuerzas básicas, destacando como un jugador con buena visión, velocidad y facilidad para adaptarse a distintas posiciones en el medio campo y la banda izquierda.
Durante su estancia en Chivas, participó activamente en torneos de divisiones inferiores como la Sub-17 y Sub-20, puliendo aspectos tácticos y físicos que lo prepararon para el fútbol profesional.
El 8 de enero de 2019, Fernando Monárrez debutó de manera oficial en Copa MX, en un partido entre Chivas y Cimarrones de Sonora. Durante ese certamen, disputó tres partidos, dejando buenas impresiones por su despliegue físico y su intensidad en el uno contra uno. Aunque no logró consolidarse en el primer equipo de la Liga MX, esa experiencia fue clave para su crecimiento y exposición al máximo nivel competitivo en México.

### Europa
En busca de nuevos retos y oportunidades, Monárrez emigró a Europa para unirse al Salamanca UDS "B", equipo de la Tercera División de España, durante la temporada 2019–2020. Su paso por el fútbol español le permitió desarrollarse en un entorno diferente, donde perfeccionó aspectos como la disciplina táctica, el juego posicional y la lectura de espacios, además de adaptarse a un estilo de juego más pausado y técnico.
Esta experiencia internacional fue un punto de inflexión en su carrera, ayudándolo a regresar a México con una mentalidad más madura y profesional.

### Liga Premier y Liga de Expansión MX
A su regreso a México, Fernando Monárrez inició un recorrido por distintas instituciones del fútbol de ascenso, donde pudo mostrar su evolución como futbolista. Jugó para clubes como Tlaxcala FC, Mazorqueros FC, donde se consagró campeón del Clausura 2022 en la Liga Premier, Club Atlético La Paz, Chihuahua FC y Cimarrones de Sonora. En este periodo, acumuló experiencia en distintos sistemas tácticos y se consolidó como un futbolista confiable y polivalente. Su rendimiento constante le permitió estar siempre en la mira de equipos de mayor categoría, gracias a su profesionalismo y versatilidad para jugar tanto por dentro como por fuera.

### Liga MX
En julio de 2024, Fernando Monárrez fue fichado por Club Tijuana como parte del proyecto de renovación del equipo fronterizo. Debutó en la Liga MX el 30 de agosto de 2024 en una victoria de 2–1 ante León, demostrando que estaba listo para competir al más alto nivel. Durante su paso por Tijuana, mostró seguridad por la banda izquierda y aprovechó cada oportunidad para consolidarse en la primera división.
Para el torneo Apertura 2025, Monárrez se convirtió en nuevo refuerzo del Club Puebla, equipo con el que busca ganar minutos y continuidad en el máximo circuito del fútbol mexicano. Bajo las órdenes del técnico Pablo Guede, ha sido considerado una pieza clave dentro del nuevo esquema de reconstrucción del equipo. Su experiencia en diferentes categorías, sumada a su capacidad de sacrificio y proyección ofensiva, lo convierten en un jugador de gran valor en el plantel camotero.

## Clubes
| Club                         | País   | Año             |
| ---------------------------- | ------ | --------------- |
| Chiapas Fútbol Club          | México | 2014            |
| Club Deportivo Guadalajara   | México | 2015-2019       |
| Salamanca Club de Fútbol UDS | España | 2019-2020       |
| Tlaxcala Fútbol Club         | México | 2020-2021       |
| Mazorqueros Fútbol Club      | México | 2021-2022       |
| Club Atlético La Paz         | México | 2022-2023       |
| Chihuahua Fútbol Club        | México | 2023            |
| Cimarrones de Sonora         | México | 2024            |
| Club Tijuana                 | México | 2024-2025       |
| Club Puebla                  | México | 2025-actualidad |